# Vincentius Lewoniuk
Wincenty Lewoniuk (Krzyczew, 1849 - Pratulin, 24 januari 1874),  was een van de Martelaren van Podlasië die in 1874 gedood werden door troepen van tsaar Alexander II van Rusland,  omdat zij weigerden  de Byzantijnse liturgie te volgen. Pratulin maakte toen deel uit van Rusland. 
De martelaren werden op 6 oktober 1996 zalig verklaard door paus Johannes Paulus II. Hun feestdag is op 24 januari.